# 陝西省
陝西省（せんせいしょう、中国語：陕西省、拼音：Shǎnxī Shěng（シャンシー ション）、英語：Shaanxi（山西省と区別するため））は、中華人民共和国の省の一つ。略称は秦、または三秦。古代中国の長安一帯を含む地域。

## 表記
陝西省の「陝」（セン）の旁（つくり）部分は「大」の両脇に「入」であり、これを「大」の両脇に「人」の「陜」（キョウ、せまい）と書くのは誤り。
陝西という地名の由来は以下のような歴史とかかわりがある。現在の河南省三門峡市陝州区の西南に、「陝原」（陝塬、陝陌）という台地状の地域があった。周朝の初年、周公旦と召公奭は殷の旧域を陝塬で二分し、陝塬より東を周公旦の、陝塬より西を召公奭の管理とした（分陝而治）。現在の陝西省にあたる地方は長らく「秦」と呼ばれており、長安に都があった唐代には「京畿」とされたが、宋代（北宋）に「陝原の西」という由来から陝西路と呼ばれる行政区分が置かれた。現在の陝西の名はここから始まる。なお唐の行政区分や中華民国初期の行政区分に陝東道というものがあったが、現在は陝東という地名は使われない。
普通話では「陝西省」（Shǎnxī Shěng）と「山西省」（Shānxī Shěng）との発音の違いは、声調のみにある。拼音で声調符号を付けない（または環境の問題で符号付き文字を表現できない）場合、「陝西」も「山西」も「Shanxi」となって区別が付かないので、便宜的に前者を「Shaanxi」と書き（aが2個）、後者を原則どおり「Shanxi」と書いて区別する。例えば、陝西省人民政府のドメイン名は「shaanxi.gov.cn」である。母音字を重ねて第三声を表すのは「国語ローマ字」の特徴であり（「陝西」は国語ローマ字では「Shaanshi」となる）、「Shaanxi」という表記は、拼音と国語ローマ字の混合ということになる。
ハングル（朝鮮語）では、「陝西省」と「山西省」はどちらも「산시성」と同じように書かれるが、韓国式漢字音を用いて陝西省を「섬서성」、山西省を「산서성」と表記することもある。

## 地理
省内には黄河が流れ、中国のほぼ中央に位置し、黄土高原が広がる。北部は内蒙古自治区と接し、砂漠である。東部は、山西省・河南省、西部は寧夏回族自治区・甘粛省、南部は四川省・重慶市、東南部は湖北省と接している。南部を秦嶺山脈が東西に走る。
北部の冬は乾燥し寒く、夏は非常に暑い。南部は雨がより多い。

## 歴史
秦の都・咸陽、前漢・隋・唐の都長安が有った地であり、シルクロードの起点とされることもあり（シルクロード:長安-天山回廊の交易路網）、近代では第二次国共合作を成立させた西安事件の舞台となったことで有名である。北部の延安は陝甘寧辺区の首都で中国革命の聖地として名高く、呉旗は長征の終了宣言が出された街である。

## 行政区画
本省には1の副省級市·9の地級市（地区クラスの市）が設置されており、下級行政単位として市区が30市轄区、県級市が5市、県が72県所属する。詳細については下記データーボックスを参照。
| No.              | 名称             | 中国語表記       | 拼音             | 面積 (Km2)       | 人口 (2020年)    | 政府所在地       |
| 陝西省の行政区画 | 陝西省の行政区画 | 陝西省の行政区画 | 陝西省の行政区画 | 陝西省の行政区画 | 陝西省の行政区画 | 陝西省の行政区画 |
| ---------------- | ---------------- | ---------------- | ---------------- | ---------------- | ---------------- | ---------------- |
|                  |                  |                  |                  |                  |                  |                  |
| — 副省級市 —     |                  |                  |                  |                  |                  |                  |
| 1                | 西安市           | 西安市           | Xī'ān Shì        | 10096.81         | 12,183,280       | 未央区           |
| — 地級市 —       |                  |                  |                  |                  |                  |                  |
| 2                | 安康市           | 安康市           | Ānkāng Shì       | 23536.31         | 2,493,436        | 漢浜区           |
| 3                | 宝鶏市           | 宝鸡市           | Bǎojī Shì        | 18116.93         | 3,321,853        | 金台区           |
| 4                | 漢中市           | 汉中市           | Hànzhōng Shì     | 27096.43         | 3,211,462        | 漢台区           |
| 5                | 商洛市           | 商洛市           | Shāngluò Shì     | 19587.31         | 2,041,231        | 商州区           |
| 6                | 銅川市           | 铜川市           | Tóngchuān Shì    | 3884.81          | 698,322          | 耀州区           |
| 7                | 渭南市           | 渭南市           | Wèinán Shì       | 13030.56         | 4,688,744        | 臨渭区           |
| 8                | 咸陽市           | 咸阳市           | Xiányáng Shì     | 10323.99         | 4,983,340        | 秦都区           |
| 9                | 延安市           | 延安市           | Yán'ān Shì       | 37030.54         | 2,282,581        | 宝塔区           |
| 10               | 楡林市           | 榆林市           | Yúlín Shì        | 42920.18         | 3,624,750        | 楡陽区           |

## 文化
国家歴史文化名城
- 西安
- 延安
- 韓城
- 楡林 - 統万城
- 咸陽
- 漢中

## 主要観光地
- 秦始皇帝陵及び兵馬俑坑
  - 兵馬俑
- 西安
  - 大雁塔
  - 碑林
  - 半坡遺跡
- 法門寺
- 太白山
- 華山

## 教育機関

### 公立機関
- 長安大学
- 西安電子科技大学（中国語版）
- 西安交通大学
- 西安理工大学
- 西北大学
- 西北工業大学
- 西北農林科技大学

### 私立機関
- 西安外事学院